# Amesoeurs
Amesoeurs est un groupe de black metal et post-punk/coldwave/blackgaze  français, originaire de Bagnols-sur-Cèze. Il est dissous en 2009 après un unique album éponyme, un EP et un split avec Valfunde (projet solo de La Sale Famine de Valfunde, membre principal de Peste noire). Les thèmes principaux de ce groupe sont la dépression, la vie urbaine moderne, et la déshumanisation.

## Biographie
Le groupe est formé à l'été 2004 par Neige (Alcest), Audrey Sylvain (Peste noire) et Fursy Teyssier (Les Discrets). Selon la presse, Amesoeurs « mêle black metal et cold rock, un peu comme une fusion entre Joy Division et Burzum. »
Peu après la formation d'Amesoeurs, quelques chansons sont écrites et jouées par le groupe en concert. Plus tard, Fursy Teyssier décide de quitter le groupe et de revenir à ses études. En avril 2005, le groupe autoproduit et publie un premier  EP intitulé Ruines humaines. Neige quitte, à cette même période, Mortifera et inclura deux chansons — Bonheur amputé et Ruines humaines — à l'origine composées pour Mortifera, sur l'EP d'Amesoeurs. L'EP sera finalement réédité par le label allemand Northern Silence Productions en 2006. Au début de 2007, le groupe signe avec le label Code666 Records et annonce son premier album studio pour la seconde moitié de l'année. Cette même année, le groupe publie un split avec Valfunde. 
Fursy se joint de nouveau au groupe, et le batteur Winterhalter (Peste noire entre 2006 et 2008) est recruté. En février 2009, le groupe termine la réalisation de son premier album, éponyme, Amesoeurs. L'album comprend un total de 11 chansons et est enregistré durant les hivers 2008-2009 au Klangschmiede Studio E avec Markus Stock d'Empyrium. Pitchfork attribue à l'album une note de 7 sur 10, et le considère comme « triomphant et poignant. » Après la sortie de l'album, Amesoeurs se sépare à la suite de tensions personnelles, et de conflits concernant l'avenir du groupe.

## Membres
- Neige - batterie (2004–2007), chant, guitare, basse, claviers (2004–2009)
- Audrey Sylvain - chant, basse, piano (2004–2009)
- Fursy Teyssier - basse, guitare (2004, 2008–2009)
- Winterhalter - batterie (2007–2009)